# Coniugato cicloceviano
In geometria, due punti sono coniugati cicloceviani se i punti d'intersezione delle loro rette ceviane con i lati del triangolo sono concentrici. 
Il coniugato cicloceviano non è solo di un punto, ma può anche essere tracciato come insieme di punti sia per rette che circoli o altre coniche afferenti alla geometria del triangolo.

## Caratteristiche
Per le sue caratteristiche il punto di Gergonne, essendo punto di intersezione delle rette congiunti i vertici con i punti di tangenza dell'incerchio, non ha coniugato cicloceviano se non lo si considera coincidente con se stesso; inoltre benché non si applichi normalmente tale concetto ai punti appartenenti al perimetro, il coniugato cicloceviano di un lato sarebbe situato sul vertice opposto.
L'ortocentro è il coniugato cicloceviano del baricentro.